# Takahashi Meijin no Bug-tte Honey
Takahashi Meijin no Bug-tte Honey (高橋名人のBugってハニー) est un jeu vidéo de plates-formes sorti sur Famicom en 1987. Ce jeu, développé et édité par Hudson Soft, est seulement sorti au Japon.